# Коста Корнађа (Милано)
Коста Корнађа је насеље у Италији у округу Милано, региону Ломбардија.
Према процени из 2011. у насељу је живело 52 становника. Насеље се налази на надморској висини од 73 м.